# Loi de Rice
Pour les articles homonymes, voir Rice.
En statistiques et théorie des probabilités, la loi de Rice, nommée d'après Stephen O. Rice (en) (1907–1986), est une loi de probabilité à densité (c'est-à-dire continue).
C'est une généralisation de la loi de Rayleigh utilisée pour décrire le comportement  d'un signal radio qui se propage selon plusieurs chemins (multitrajet) avant d'être reçu par une antenne.

## Caractérisation
Soient deux variables de Gauss centrées, indépendantes, de même variance σ2. Si on considère qu'elles représentent les deux coordonnées d'un point d'un plan, la distance de ce point à l'origine suit une loi de Rayleigh :
{\displaystyle f(x,\sigma )={\frac {x}{\sigma ^{2}}}\exp \left({\frac {-x^{2}}{2\sigma ^{2}}}\right)}.
En supposant que la distribution est centrée sur un point de coordonnées (ν cos θ, ν sin θ) (coordonnées polaires (ν , θ)), la densité de probabilité devient :
{\displaystyle f(x|\nu ,\sigma )={\frac {x}{\sigma ^{2}}}\exp \left({\frac {-(x^{2}+\nu ^{2})}{2\sigma ^{2}}}\right)I_{0}\left({\frac {x\nu }{\sigma ^{2}}}\right)}
où I0(z) est la fonction de Bessel modifiée de première espèce et d'ordre 0.

## Propriétés

### Moments
Les premiers moments (non centrés) sont :
{\displaystyle \mu _{1}=\sigma {\sqrt {\pi /2}}\,\,L_{1/2}(-\nu ^{2}/2\sigma ^{2})}
{\displaystyle \mu _{2}=2\sigma ^{2}+\nu ^{2}\,}
{\displaystyle \mu _{3}=3\sigma ^{3}{\sqrt {\pi /2}}\,\,L_{3/2}(-\nu ^{2}/2\sigma ^{2})}
{\displaystyle \mu _{4}=8\sigma ^{4}+8\sigma ^{2}\nu ^{2}+\nu ^{4}\,}
{\displaystyle \mu _{5}=15\sigma ^{5}{\sqrt {\pi /2}}\,\,L_{5/2}(-\nu ^{2}/2\sigma ^{2})}
{\displaystyle \mu _{6}=48\sigma ^{6}+72\sigma ^{4}\nu ^{2}+18\sigma ^{2}\nu ^{4}+\nu ^{6}\,}
{\displaystyle L_{\nu }(x)=L_{\nu }^{0}(x)=M(-\nu ,1,x)=\,_{1}F_{1}(-\nu ;1;x)}
où, Lν(x) représente un polynôme de Laguerre et M désigne la fonction hypergéométrique confluente.
Pour le cas ν = 1/2 :
{\displaystyle L_{1/2}(x)=\,_{1}F_{1}\left(-{\frac {1}{2}};1;x\right)}
{\displaystyle =\mathrm {e} ^{x/2}\left[\left(1-x\right)I_{0}\left({\frac {-x}{2}}\right)-xI_{1}\left({\frac {-x}{2}}\right)\right].}
Généralement les moments sont donnés par
{\displaystyle \mu _{k}=s^{k}2^{k/2}\,\Gamma (1\!+\!k/2)\,L_{k/2}(-\nu ^{2}/2\sigma ^{2}),\,}
où s = σ1/2.
Lorsque k est pair, les moments deviennent des polynômes en σ et ν.

## Distributions liées
- La variable {\displaystyle r={\sqrt {x^{2}+y^{2}}}} suit une loi de Rice {\displaystyle R\sim \mathrm {Rice} \left(\sigma ,\nu \right)} à condition que {\displaystyle X\sim {\mathcal {N}}\left(\nu \cos \theta ,\sigma ^{2}\right)} et {\displaystyle Y\sim {\mathcal {N}}\left(\nu \sin \theta ,\sigma ^{2}\right)} soient deux variables gaussiennes indépendantes.
- Pour obtenir une variable {\displaystyle R\sim \mathrm {Rice} \left(\nu ,\sigma \right)}, on peut considérer une autre procédure :

1. Tirer P selon une loi de Poisson, de paramètre {\displaystyle \lambda ={\frac {\nu ^{2}}{2\sigma ^{2}}}.}
2. Tirer X selon une loi du χ2 avec 2P + 2 degrés de liberté.
3. Poser R = σ √X.

- Si {\displaystyle R\sim \mathrm {Rice} \left(1,\nu \right)} alors R2 suit une loi du χ2 non centrée, à 2 degrés de liberté et un paramètre de non-centralité ν2.

## Cas limites
Pour de grandes valeurs de l'argument, le polynôme de Laguerre devient :
{\displaystyle L_{\nu }(x)\ {\underset {x\rightarrow -\infty }{\sim }}\ {\frac {|x|^{\nu }}{\Gamma (1+\nu )}}.}
On peut constater que lorsque ν devient grand ou que σ devient petit, alors la moyenne devient ν et la variance σ2.